# بول فريدريش أوغست أشرسن
بول فريدريش أوغست أشرسن (1834-1913) (بالإنجليزية: Paul Friedrich August Ascherson)‏ هو عالم نبات ألماني.